# Копая (округ, Міссісіпі)
Шаблон:StateAbbr_ 31°52′ пн. ш. 90°26′ зх. д. / 31.86° пн. ш. 90.44° зх. д.
Округ  Копая (англ. Copiah County) — округ (графство) у штаті Міссісіпі, США. Ідентифікатор округу 28029.

## Історія
Округ утворений 1823 року.

## Демографія
За даними перепису 
2000 року 
загальне населення округу становило 28757 осіб, зокрема міського населення було 11685, а сільського — 17072.
Серед мешканців округу чоловіків було 13848, а жінок — 14909. В окрузі було 10142 домогосподарства, 7498 родин, які мешкали в 11101 будинках.
Середній розмір родини становив 3,2.
Віковий розподіл населення поданий у таблиці:
| Стать    | До 15 років | 15-21 | 22-29 | 30-39 | 40-49 | 50-65 | 65-85 | Понад 85 |
| -------- | ----------- | ----- | ----- | ----- | ----- | ----- | ----- | -------- |
| Чоловіки | 3187        | 2089  | 1383  | 1743  | 2040  | 1937  | 1348  | 121      |
| Жінки    | 3063        | 1920  | 1432  | 1978  | 2161  | 2179  | 1861  | 315      |

## Суміжні округи
- Гіндс — північ
- Сімпсон — схід
- Лоуренс — південний схід
- Лінкольн — південь
- Джефферсон — південний захід
- Клейборн — захід

## Виноски
1. ↑  U.S. Decennial Census. United States Census Bureau. Архів оригіналу за 26 квітня 2015. Процитовано 3 листопада 2014.
2. ↑  Historical Census Browser. University of Virginia Library. Архів оригіналу за 11 серпня 2012. Процитовано 3 листопада 2014.
3. ↑  Population of Counties by Decennial Census: 1900 to 1990. United States Census Bureau. Архів оригіналу за 28 грудня 2014. Процитовано 3 листопада 2014.
4. ↑  Census 2000 PHC-T-4. Ranking Tables for Counties: 1990 and 2000 (PDF). United States Census Bureau. Архів оригіналу (PDF) за 18 грудня 2014. Процитовано 3 листопада 2014.
5. ↑  State & County QuickFacts. United States Census Bureau. Архів оригіналу за 9 липня 2011. Процитовано 3 вересня 2013.(англ.) Наведено за англійською вікіпедією.
6. ↑  American FactFinder. Бюро перепису населення США. Архів оригіналу за 29 липня 2011. Процитовано 31 січня 2008.

| США | Це незавершена стаття з географії США. Ви можете допомогти проєкту, виправивши або дописавши її. |